# Iujne, Lenine
Iujne (în ucraineană Южне) este un sat în comuna Batalne din raionul Lenine, Republica Autonomă Crimeea, Ucraina.

## Demografie
Componența lingvistică a localității Iujne
     Rusă (80,83%)
     Tătară crimeeană (10%)
     Ucraineană (5%)
     Română (3,33%)
Conform recensământului din 2001, majoritatea populației localității Iujne era vorbitoare de rusă (80,83%), existând în minoritate și vorbitori de tătară crimeeană (10%), ucraineană (5%) și română (3,33%).